# Monte Jersey
El monte Jersey (mismo nombre en inglés) es una elevación de 335 m s. n. m. ubicada en el extremo noreste de la isla Gran Malvina del archipiélago de las Malvinas, que según la Organización de las Naciones Unidas (ONU), está en litigio de soberanía entre el Reino Unido, quien la administra como parte del territorio británico de ultramar de las Malvinas, y la Argentina, quien reclama su devolución, y la integra en el departamento Islas del Atlántico Sur de la provincia de Tierra del Fuego, Antártida e Islas del Atlántico Sur.
Este monte se localiza junto al monte Rosalía, en la zona de la boca septentrional del estrecho de San Carlos que lo separa de la Isla Soledad. También se encuentra entre la bahía Roca Blanca y el puerto de los Brazos, y casi enfrentado con el promontorio Güemes.